# Список кардиналов, возведённых папой римским Иннокентием II

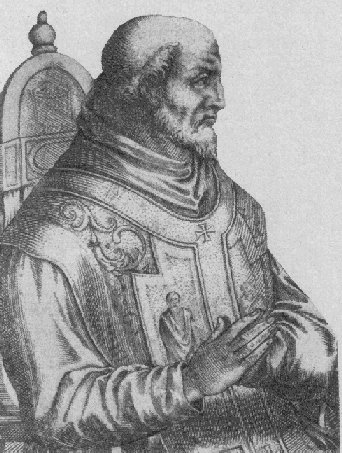
Папа Иннокентий II

Кардиналы, возведённые Папой римским Иннокентием II — 76 прелатов и клириков были возведены в сан кардинала на двенадцати Консисториях за тринадцать с половиной лет понтификата Иннокентия II.
Самой крупной консисторией была Консистория от 1139 года, на которой было возведено девятнадцать кардиналов.

## Консистория 1130 года
- Балдуин, O.Cist. (кардинал-священник церкви Санта-Мария-ин-Трастевере);
- Пьетро (кардинал-священник церкви Сан-Марко);
- Станцио (кардинал-священник церкви Санта-Сусанна);
- Лука, O.Cist. (кардинал-священник церкви Санти-Джованни-э-Паоло);
- Адинольфо, O.S.B., аббат монастыря Санта-Мария-де-Фарфа (титулярная церковь неизвестна);
- Инноченцио Савелли (кардинал-священник церкви Сан-Марко);
- Грегорио (кардинал-священник церкви Санта-Приска);
- Сиро (титулярная церковь или титулярная диакония неизвестны);
- Аццоне дельи Атти (титулярная диакония неизвестна);
- Одоне Фаттибони (кардинал-дьякон с титулярной диаконией Сан-Джорджо-ин-Велабро);
- Гаймер (кардинал-дьякон с титулярной диаконией Сант-Эустакьо);
- Гвидо да Вико (кардинал-дьякон с титулярной диаконией Санти-Козма-э-Дамиано);
- Гвидо, клирик Латеранской базилики (кардинал-дьякон с титулярной диаконией Сант-Адриано);
- Гвидо (титулярная диакония неизвестна);
- Альберто Теодоли (кардинал-дьякон с титулярной диаконией Сан-Теодоро);
- Сильвано (кардинал-дьякон с титулярной диаконией Санта-Лючия-ин-Септисолио);
- Вассало (кардинал-дьякон с титулярной диаконией Санта-Мария-ин-Аквиро);
- Лучо Боэцио, O.S.B.Vall. (кардинал-дьякон с титулярной диаконией Санти-Вито-э-Модесто);
- Витале Савелли (кардинал-дьякон с титулярной диаконией Сант-Агата-ин-Субурра).

## Консистория 1132 года
- Мартино, O.Cist. (кардинал-священник церкви Санто-Стефано-аль-Монте-Челио).

## Консистория 1133 года
- Пьетро, O.S.B.Cas., аббат Святого Аполлинария, в Риме (кардинал-епископ Остии);
- Убальдо да Луната (титулярная церковь неизвестна);
- Анджело (кардинал-священник церкви Сан-Лоренцо-ин-Дамазо);
- Гвидо (титулярная церковь неизвестна);
- Убальдо (кардинал-дьякон с титулярной диаконией Санта-Мария-ин-Виа-Лата).

## Консистория 1134 года
- Дрогон, O.S.B. (кардинал-епископ Остии);
- Теодвин, C.R.S.A. (кардинал-епископ Порто и Сильва Кандиды);
- Стефано (кардинал-дьякон с титулярной диаконией Сант-Эустакьо);
- Грегорио Папарески младший (кардинал-дьякон с титулярной диаконией Сант-Анджело-ин-Пескерия);
- Хрисогон, O.S.B. (кардинал-дьякон с титулярной диаконией Санта-Мария-ин-Портико-Октавиа);
- Джерардо (кардинал-дьякон с титулярной диаконией Санта-Мария-ин-Домника);
- Пьетро (титулярная диакония неизвестна).

## Консистория 1135 года
- Уго (кардинал-епископ Альбано);
- Грифоне (кардинал-священник церкви Санта-Пуденциана);
- Ив Сен-Викторский, регулярный каноник Святого Виктора Парижского (кардинал-дьякон с титулярной диаконией Санта-Мария-ин-Аквиро).

## Консистория 1136 года
- Альберто (кардинал-епископ Альбано);
- Бернардо (кардинал-священник церкви Сан-Кризогоно).

## Консистория 1137 года
- Станцио (кардинал-священник церкви Санта-Сабина);
- Козма (кардинал-священник церкви Сан-Пьетро-ин-Винколи).

## Консистория 1138 года
- Альберих Остийский, O.S.B.Clun., аббат монастыря Везле (кардинал-епископ Остии);
- Гвидо Белладжи (кардинал-священник церкви Сан-Кризогоно);
- Грегорио (кардинал-священник церкви Санта-Мария-ин-Трастевере);
- Раньеро (кардинал-священник церкви Санта-Приска);
- Маттео (кардинал-священник церкви Эквитии или Санти-Сильвестро-э-Мартино-ай-Монти);
- Гоиццоне (титулярная диакония неизвестна);
- Оттавиано ди Монтичелли, ректор Беневенто (кардинал-дьякон с титулярной диаконией Сан-Никола-ин-Карчере);
- Рибальдо, каноник соборного капитула Пьяченцы (кардинал-дьякон с титулярной диаконией Санта-Мария-ин-Портико-Октавиа);
- Убальдо (кардинал-дьякон с титулярной диаконией Сант-Адриано).

## Консистория 1139 года
- Гуго Сен-Викторский, C.R.S.A., приор монастыря Сен-Виктор, в Париже (кардинал-епископ Фраскати);
- Этьен де Шалон, O.Cist. (кардинал-епископ Палестрины);
- Эгмондо (кардинал-священник церкви Санти-Сильвестро-э-Мартино-ай-Монти);
- Пресвитеро (кардинал-священник церкви Санта-Пуденциана);
- Рабальдо (кардинал-священник церкви Сант-Анастазия);
- Томмазо (титулярная диакония неизвестна);
- Раньеро (титулярная диакония неизвестна);
- Гоицо (титулярная диакония неизвестна);
- Аймерико (титулярная диакония неизвестна);
- Пресвитеро (титулярная диакония неизвестна).

## Консистория 1140  года
- Пьетро (кардинал-священник церкви Санта-Пуденциана);
- Лонджино (титулярная церковь неизвестна);
- Томмазо, регулярный каноник Санта-Мария-де-Крешензаго (кардинал-священник церкви Сан-Витале);
- Райнальдо ди Коллемеццо, O.S.B.Cas., аббат монастыря Монтекассино (кардинал-священник церкви Санти-Марчеллино-э-Пьетро);
- Убальдо (кардинал-священник церкви Санти-Джованни-э-Паоло);
- Пьетро (кардинал-дьякон с титулярной диаконией Санта-Мария-ин-Аквиро);
- Пьетро (кардинал-дьякон с титулярной диаконией Санта-Мария-ин-Портико-Октавиа);
- Гвидо Морикотти (титулярная диакония неизвестна);
- Никколо (титулярная диакония неизвестна);
- Юг де Фуйуа, O.S.B. (титулярная диакония неизвестна);
- Гвидо ди Кастельфидардо (титулярная диакония неизвестна).

## Консистория 1141 года
- Убальдо Аллючиньоли, O.Cist. (кардинал-священник церкви Санта-Прасседе);
- Гильберто (кардинал-дьякон с титулярной диаконией Сант-Адриано);
- Грегорио (титулярная диакония неизвестна).

## Консистория 1142 года
- Имар Тускулумский, O.S.B., генеральный аббат своего ордена (кардинал-епископ Фраскати);
- Пьетро Папарески (кардинал-епископ Альбано);
- Роберт Пулл (кардинал-священник церкви Санти-Сильвестро-э-Мартино-ай-Монти);
- Конрад Баварский, O.Cist. (титулярная диакония неизвестна).